# 6143 Pythagoras
6143 Pythagoras (1993 JV) là một tiểu hành tinh vành đai chính được phát hiện ngày 14 tháng 5 năm 1993 bởi E. W. Elst ở La Silla.